# 쿨레르보 만네르
쿨레르보 아킬레스 만네르(핀란드어: Kullervo Achilles Manner, 1880년 10월 12일 ~ 1939년 1월 15일)는 핀란드의 언론인, 정치인이다. 핀란드 의회 의원으로, 1917년에는 의회의장을 지내기도 했다. 1917년-1918년 사이에 핀란드 사회민주당 주석이었다. 핀란드 내전 당시 적핀란드의 입법기구인 핀란드 인민대표단을 이끌었다. 내전이 적군의 패배로 끝나자 러시아 SFSR로 도피하여 핀란드 공산당을 창당했다.
1930년대 스탈린의 대숙청에 휘말려 굴라그로 끌려갔고 죽었다. 공식적인 사인은 결핵이었지만 라듐 광산에서 강제노동을 하다 피폭을 당했기 때문이라는 설도 있다. 1962년 복권되었다.

## 내전 전
코케매키에서 교구 목사 구스타프 만네르(Gustaf Manner)의 아들로 태어났다. 구스타프 만네르는 나중에 밤풀라의 주임사제를 지냈다. 모친은 알마 리몬(Alma Limón)으로, 키비얘르비 출신 요한네스 리몬({{Johannes Limón)의 딸이었다. 동생 아르보 만네르는 나중에 우파 정치인이 되었다. 또다른 동생 라흐야 요한네스 만네르(Lahja Johannes Manner)는 법학을 공부해 혁명법정의 법관이 되었는데, 1917년 5월 후이티넨에서 백군에게 살해당했다.
1900년 학부를 졸업하고 헬싱키 대학교에서 그리스-로마 문헌학을 공부했다. 포르보의 부르주아 언론에서 기자로 일했고 1905년부터는 논설주간도 지냈다. 하지만 1905년 사회민주당에 입당했고 1906년 8월 신문사에서 잘렸다. 1906년 포르보에서 튀욀래이넨 지를 창간하고 1909년부터 주필이 되었다. 1909년 신문 내용 때문에 불경죄로 체포되어 6개월 복역했다.
1910년 헬싱키로 이동하여 튀외미에스 지 논설주간이 되었고, 우시마 선거구를 지역구로 하여 1910년-1914년, 1917년 의회의원으로 선출되었다. 만네르는 당내 좌파인 실타사리파에 속했다.
1908년 10월 26일 올가 아리안네(Olga Arjanne)와 결혼했다. 두 사람은 1906년부터 튀욀래이넨 지에서 함께 일했고, 신문 발행처 주소에서 살았다.
사민당이 의회에서 과반수를 차지한 1917년 봄, 만네르는 의회의장이 되었다. 또한 같은 해 마티 파시부오리의 뒤를 이어 사민당 주석을 역임했다. 핀란드의 보수파의 요청으로 러시아 공화국 임시정부가 사민당 과반 의회를 해산시키자 만네르는 의회해산 명령에 따르기를 거부하고 의회 소집을 강행했다. 하지만 러시아인들이 헤이몰란 탈로(당시 의회 의사당)에 접근을 차단하면서 시도는 좌절되었다. 이후 많은 의원들이 만네르 의장의 의회만이 적법한 의회라고 주장했으나 결국 재선거가 이루어졌고, 이 재선거에서 사민당은 과반수를 상실했다.

## 내전
1918년 핀란드 내전이 벌어지자 만네르는 1918년 1월 28일 인민대표단 주석에 취임했다. 4월 10일에는 적위대 총사령으로 정부수반과 군부수반을 겸하게 되었다. 하지만 전쟁에서 수세였기 때문에 만네르는 정부수반으로도, 군부수반으로도 제대로 권력을 행사하지는 못했다. 내전에서 패배한 뒤 만네르는 다른 인민대표들과 함께 4월 25일 소비에트 러시아로 도피했다.

## 내전 후
1918년 8월 모스크바에서 핀란드 공산당이 창당되자 만네르는 거기 참여했고, 1920년 위리외 시롤라의 뒤를 이어 2대 당 주석이 되었다. 또 코민테른 집행위원회 위원직에도 올랐다. 1920년대에는 스웨덴에서 여러 당무를 처리했다.
만네르는 강경한 이상주의자로, 공산당 지도부로서 그의 정책 방향은 대개 비현실적이거나 비실용적이라고 여겨졌다. 아내 올가와 함께 러시아로 망명해 왔으나, 사이가 악화되어 별거하고 이후 한나 말름과 동거했다.
시간이 지나면서 만네르는 오토 빌레 쿠시넨과 충돌하는 일이 많아졌다. 1920년대에는 만네르가 우위에 있었으나, 1930년대 핀란드에서 라푸아 운동이 준동하면서 만네르와 말름은 책임을 추궁당하게 되었다. 1929년 스웨덴 경찰이 만네르와 말름이 거처하던 아파트에서 민감한 내용의 자료들을 발견하는 사건이 발생하면서 만네르의 당내 입지는 추락하기 시작했다.
만네르는 1934년 5월 당 중앙 업무에서 배제되었다. 여전히 코민테른 소속이기는 했으나 1935년 7월 완전히 당에서 제명되고 체포되어 10년 노역형에 처해졌다. 공개 재판에서 만네르는 핀란드의 파시스트들과 음모를 꾸몄다고 자백했다. 만네르는 코미 공화국 우흐타-페초라의 굴라크로 끌려갔다. 1937년에는 만네르의 모든 저술이 금서 처분되었다.
소련에서 만네르는 비교적 사치스러운 삶을 살았다. 그는 스웨덴에서 옷을 사 왔고, 때로는 옷을 밀수해 오기도 했다. 새 지갑과 낡은 지갑 두 개를 가지고 있었으며, 그의 첫 부인 올가는 핀란드 공산당에 소부르주아지로 고발당하기도 했다.
만네르는 우흐타에서 석유 정제 및 석탄과 라듐 추출 노역을 했다. 만네르는 1939년 1월 15일 굴라크에서 죽었는데, 공식적인 사인은 결핵으로 알려졌지만 방사능에 오염된 물로 인한 피폭이라고도 한다. 만네르는 우흐타 근교의 체브윤이라는 마을에 묻힘으로써 오스카리 토코이와 함께 핀란드 땅에 묻히지 못한 유이한 핀란드 의회의장이 되었다.
1962년 소련에서 만네르를 복권했다. 소련이 붕괴한 1990년대 이전까지 소련 내부의 자료가 제대로 공개되지 않았기 때문에 핀란드에서는 만네르가 어떻게 된 것인지 구체적으로 알지 못했고, 1971년 9월 7일 헬싱키 고등법원에서 사망선고가 내려져 1971년 1월 1일을 사망일로 정하기도 했다.

## 같이 보기
- 에로 하팔라이넨
- 오토 빌레 쿠시넨

## 참고 자료
- Natalia Lebedeva, Kimmo Rentola ja Tauno Saarela (toim.): Kallis toveri Stalin: Komintern ja Suomi. Edita, 2002. ISBN 951-37-3568-0.
- Jukka Paastela ja Hannu Rautkallio (toim.): Rakas kallis toveri: Kullervo Mannerin ja Hanna Malmin kirjeenvaihtoa 1932–1933. WSOY, 1997. ISBN 951-0-22045-0.
- Aimo Minkkinen: Museotyön yllätyksiä: Kullervo Mannerin kohtalo paljastui. Työväentutkimus, 2003, nro 1. Artikkelin verkkoversio.
- Matti Lackman: Kullervo Manner – kumouksellisen muotokuva. Somero: Amanita, 2017. ISBN 978-952-5330-84-7.

| 전임 카를로 유호 스톨베리 | 제4대 핀란드의 의회의장 1917년 | 후임 요한네스 룬드손 |

| 전임 마티 파시부오리 | 제9대 핀란드 사회민주당 주석 1917년 6월 18일-1918년 11월 5일 | 후임 배이뇌 탄네르 |